# Церква всіх святих, Мерріотт
50°54′45″ пн. ш. 2°47′39″ зх. д. / 50.9124° пн. ш. 2.79405° зх. д.
Англіканська церква всіх святих у Мерріотті, Сомерсет, Англія, була побудована в 13 столітті. Це будівля є пам’яткою архітектури . 

## Історія
Церква була побудована в 13 столітті. Модифікована наприкінці 15 або на початку 16 століття, а потім був розширена в рамках вікторіанської реставрації. 
Парафія є частиною бенефіції Мерріотт з Хінтоном, Діннінгтоном і Лопеном в єпархії Бата і Уеллса. 

## Архітектура
Будівля з хамстоуна (каменю медового кольору) має глиняний черепичний дах. Складається з чотирипрохідного нефа та двопрохідного алтаря з бічними нефами. Башта підтримується кутовими контрфорсами.  Є шість дзвонів, найстаріший з яких був відлитий у 1730-х роках родиною Білбі. 

## Вплив
Під впливом архітектури цієї церкви видатний шотландський архітектор Чарльз Ренні Макінтош збудував модерну Церкву Квінс Кросс у Глазго.

## Галерея

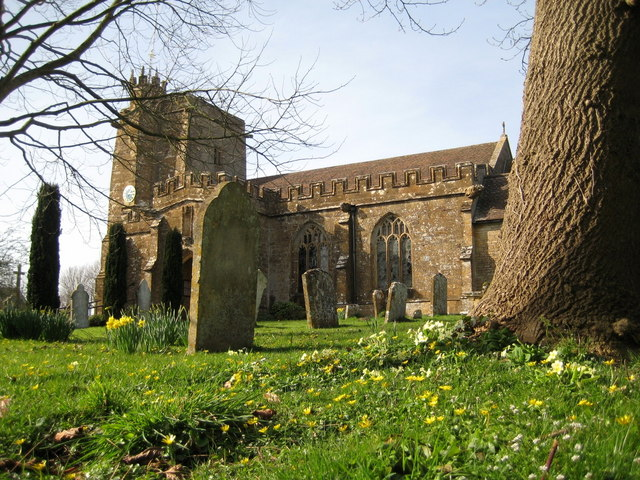
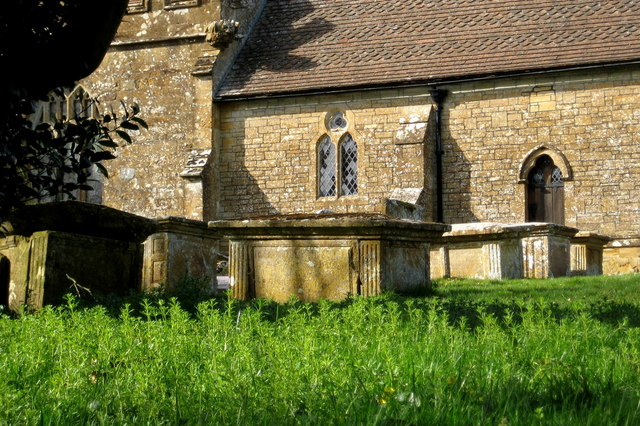